# José María Medina (calciatore)
José María Medina (Paysandú, 13 febbraio 1921 – Montevideo, 16 ottobre 2005) è stato un calciatore uruguaiano, di ruolo attaccante.

## Carriera
Con la nazionale uruguaiana partecipò al Campeonato Sudamericano de Football nel 1941 e nel 1946.

## Palmarès

### Club

#### Competizioni nazionali
- Campionato uruguaiano: 1

Nacional: 1946